# Powiat Fehérgyarmat
Powiat Fehérgyarmat (węg. Fehérgyarmati járás) – jeden z jedenastu powiatów komitatu Szabolcs-Szatmár-Bereg na Węgrzech. Siedzibą władz jest miasto Fehérgyarmat.

## Miejscowości powiatu Fehérgyarmat
- Botpalád
- Cégénydányád
- Csaholc
- Császló
- Csegöld
- Darnó
- Fehérgyarmat
- Fülesd
- Gacsály
- Garbolc
- Gyügye
- Hermánszeg
- Jánkmajtis
- Kérsemjén
- Kisar
- Kishódos
- Kisnamény
- Kispalád
- Kisszekeres
- Kölcse
- Kömörő
- Magosliget
- Mánd
- Méhtelek
- Milota
- Nábrád
- Nagyar
- Nagyhódos
- Nagyszekeres
- Nemesborzova
- Olcsvaapáti
- Panyola
- Penyige
- Rozsály
- Sonkád
- Szamossályi
- Szamosújlak
- Szatmárcseke
- Tiszabecs
- Tiszacsécse
- Tiszakóród
- Tisztaberek
- Tivadar
- Tunyogmatolcs
- Túristvándi
- Túrricse
- Túrricse
- Uszka
- Vámosoroszi
- Zajta
- Zsarolyán